# Noah Hanifin
Noah Hanifin (* 25. ledna 1997 Boston) je americký hokejový obránce, který momentálně působí v klubu Vegas Golden Knights v NHL..

## Hráčská kariéra
V roce 2015 ho v prvním kole z 5. pozice draftoval klub Caroliny. 11. července 2015 s klubem podepsal vstupní tříletou nováčkovskou smlouvu. Svůj debut si v nejvyšší soutěži odbyl 8. října téhož roku v utkání proti Nashvillu. Svoji první branku si připsal o měsíc později, kdy překonal brankáře Anaheimu.
V červnu 2018 byl společně s Eliasem Lindholmem vyměněn do Calgary. Po šesti sezónách v dresu Calgary zamířil v březnu 2024 do Las Vegas výměnou za obránce Daniila Miromanova. O měsíc později s klubem podepsal osmiletou smlouvu v celkové hodnotě 58,8 milionu dolarů.

## Klubové statistiky
| Sezóna      | Klub                 | Soutěž      |     | Základní část | Základní část | Základní část | Základní část | Základní část |   | Play off | Play off | Play off | Play off | Play off |
| Sezóna      | Klub                 | Soutěž      | Z   | G             | A             | B             | TM            | Z             | G | A        | B        | TM       |          |          |
| 2014–15     | Boston College       | HE          | 37  | 5             | 18            | 23            | 16            | —             | — | —        | —        | —        |          |          |
| 2015–16     | Carolina Hurricanes  | NHL         | 79  | 4             | 18            | 22            | 22            | —             | — | —        | —        | —        |          |          |
| 2016–17     | Carolina Hurricanes  | NHL         | 81  | 4             | 25            | 29            | 26            | —             | — | —        | —        | —        |          |          |
| 2017–18     | Carolina Hurricanes  | NHL         | 79  | 10            | 22            | 32            | 21            | —             | — | —        | —        | —        |          |          |
| 2018–19     | Calgary Flames       | NHL         | 80  | 5             | 28            | 33            | 12            | 5             | 0 | 1        | 1        | 4        |          |          |
| 2019–20     | Calgary Flames       | NHL         | 70  | 5             | 17            | 22            | 12            | 10            | 0 | 4        | 4        | 0        |          |          |
| 2020–21     | Calgary Flames       | NHL         | 47  | 4             | 11            | 15            | 18            | —             | — | —        | —        | —        |          |          |
| 2021–22     | Calgary Flames       | NHL         | 81  | 10            | 38            | 48            | 19            | 12            | 0 | 3        | 3        | 4        |          |          |
| 2022–23     | Calgary Flames       | NHL         | 81  | 7             | 31            | 38            | 33            | —             | — | —        | —        | —        |          |          |
| 2023–24     | Calgary Flames       | NHL         | 61  | 11            | 24            | 35            | 22            | —             | — | —        | —        | —        |          |          |
| 2023–24     | Vegas Golden Knights | NHL         | 19  | 2             | 10            | 12            | 2             | 7             | 2 | 3        | 5        | 0        |          |          |
| NHL celkově | NHL celkově          | NHL celkově | 678 | 62            | 224           | 286           | 187           | 34            | 2 | 11       | 13       | 8        |          |          |